# Magliaso
Magliaso é uma comuna da Suíça, no Cantão Tessino, com cerca de 1.392 habitantes. Estende-se por uma área de 1,1 km², de densidade populacional de 1.265 hab/km². Confina com as seguintes comunas: Agno, Carabietta, Caslano, Collina d'Oro, Neggio, Pura.
A língua oficial nesta comuna é o Italiano.